# دهستان بابویی
بابویی، دهستانی است از توابع بخش بوستان شهرستان باشت در استان کهگیلویه و بویراحمد ایران.

## جمعیت
براساس سرشماری سال ۱۳۹۵ جمعیت آن ۴۳۴۱ نفر (در ۱۲۳۵ خانوار) بوده‌است.